# James S. Sherman

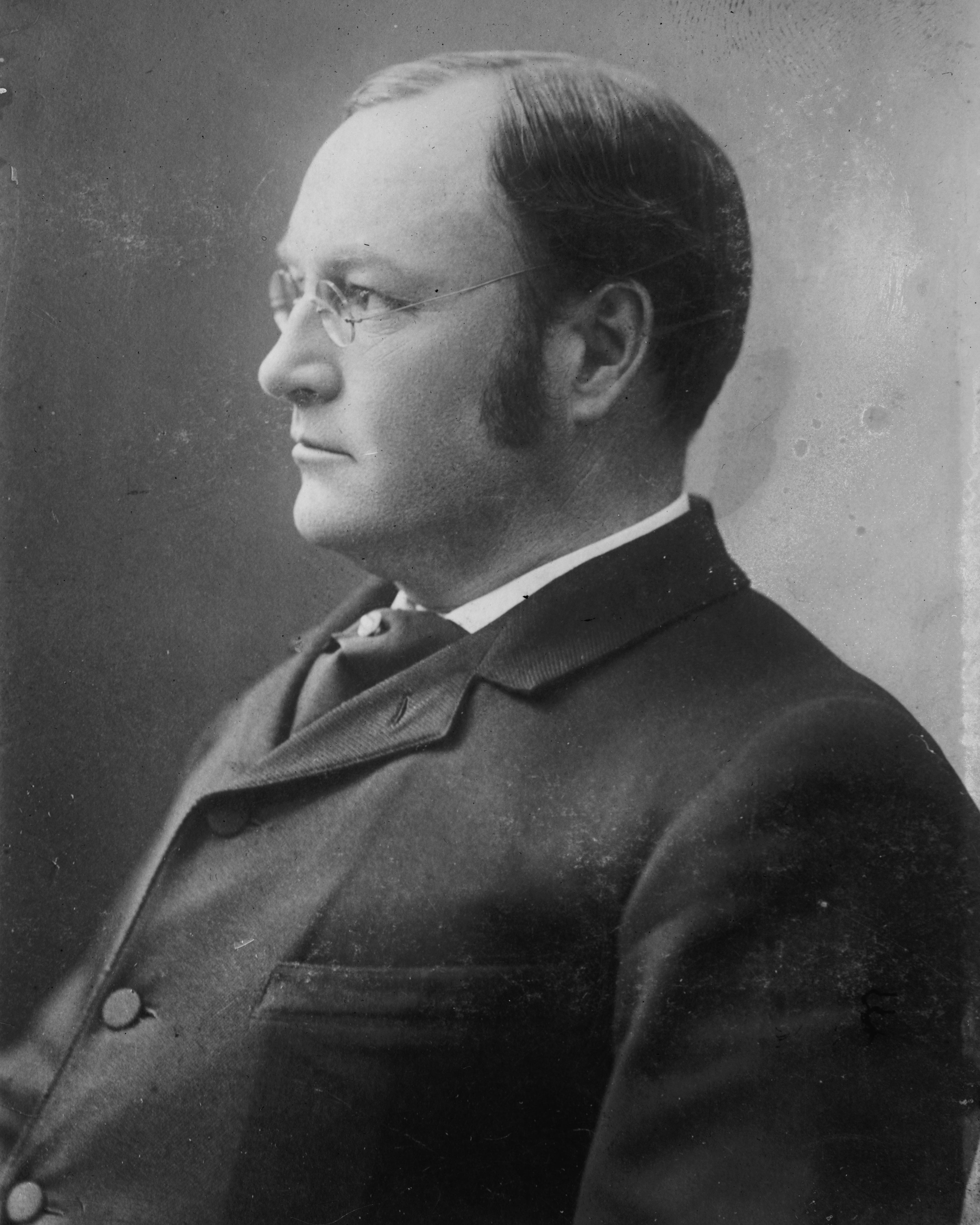
James S. Sherman

James Schoolcraft Sherman (* 24. Oktober 1855 in Utica, New York; † 30. Oktober 1912 ebenda) war ein US-amerikanischer Politiker der Republikanischen Partei und von 1909 bis 1912 der 27. Vizepräsident der Vereinigten Staaten. Zuvor gehörte er über 20 Jahre dem US-Repräsentantenhaus als Vertreter des Staates New York an.
Sherman graduierte 1878 am Hamilton College in Clinton. Er wurde 1880 als Rechtsanwalt zugelassen und begann im gleichen Jahr mit der Praxis. 1881 heiratete er Carrie Babcock. Im Jahre 1884 wurde er Bürgermeister der Stadt Utica.
Als Mitglied der Republikaner wurde er in den 50. und 51. Kongress gewählt (4. März 1887 bis 3. März 1891). 1890 war er ein erfolgloser Kandidat für den 52. Kongress. Für den 53. bis 60. Kongress wurde er allerdings wieder gewählt. 1908 gewann er schließlich an der Seite von William Howard Taft die Wahl zum Vizepräsidenten und übte dieses Amt vom 4. März 1909 bis zu seinem Tod aus.
Sherman starb am 30. Oktober 1912, wenige Tage vor der Präsidentschaftswahl 1912, für die er erneut als Tafts Running Mate vorgesehen war. Die Nominierung eines Nachfolgers durch den Präsidenten war zu diesem Zeitpunkt noch nicht von der Verfassung vorgesehen, so dass der Posten erst mit der folgenden Wahl erneut besetzt werden konnte. Bei dieser trat der kurzfristig nachnominierte Nicholas Murray Butler als Running Mate von Präsident Taft an. Nach dem Sieg des Demokraten Woodrow Wilson wurde Thomas Riley Marshall im März 1913 neuer Vizepräsident.
Sherman ist bis heute der letzte Vizepräsident, der während seiner Amtszeit starb. Er ist auf dem Forest Hill Cemetery in Utica begraben.